# David Gibbins
David Gibbins, född 1962, är en kanadensisk författare och marinarkeolog. Han har skrivit om den fiktiva personen Jack Howard.

## Biografi
David Gibbins föddes i Saskatoon i Saskatchewan i Kanada med engelska föräldrar som bägge var akademiska forskare. Han reste runt i världen med dem som ung pojke, innan de bosatte sig på Nya Zeeland under fyra års tid. Därefter återvände han till Kanada och flyttade sedan till Storbritannien där han studerade antiken på universitetet i Bristol, där han avlade examen med första klassens utmärkelse för sina studier. Han gick sedan vidare och studerade vid universitetet i Cambridge. 1990 avlade han doktorsexamen i arkeologi.
Gibbins lärde sig dyka när han var 15 år gammal i Kanada och sedan dess har han dykt under is, på skeppsvrak och i grottor. Han har lett flera undervattensarkeologiska expeditioner världen runt. Det inkluderar också fem säsongers grävning efter romerska skeppsvrak utanför Sicilien och en undersökning av den antika undervattenshamnen Karthago. Åren 1999–2000 var han med i den internationella gruppen som grävde ut ett skeppsvrak från 400-talet f.Kr. utanför Turkiet. Många av hans utgrävningar av antika skeppsvrak har beskrivits i böcker, vetenskapliga och populära tidskrifter. Hans senaste fältarbete har tagit honom till Norra ishavet och Mesoamerika.
Efter att han erhållit sin forskartjänst vid Cambridge har han tillbringat större delen av sin tid under 1990-talet som lärare vid institutionen för arkeologiska, klassiska och orientaliska studier vid universitetet i Liverpool. När han lämnade läraryrket började han skriva romaner från sin egen arkeologiska bakgrund. 2005 kom hans första roman Atlantis hemlighet, en arkeologisk thriller om arkeologen Jack Howard. Boken släpptes i Storbritannien och i USA i september 2006. Den har sålt i mer än en halv miljon exemplar och har översatts till 28 språk världen över. Hans andra roman Heligt guld utgavs i juli 2006 i Storbritannien och i USA maj 2007. Hans tredje roman Sista evangeliet utgavs 2008.
Bland utmärkelser han har fått finns Winston Churchill Memorial Trust Fellowship.
Han delar sin tid mellan fältarbete, en gård i Kanada där han skriver sina böcker, och Storbritannien. Han har en dotter tillsammans med Angie Hoobs. Han är släkt med 1800-talshistorikern Henry de Beltgens Gibbins.